# Plaza de los Héroes Nacionales
La plaza de los Héroes Nacionales (en inglés: National Heroes Square; antes Trafalgar Square) se encuentra en Bridgetown, la capital y principal centro comercial de la isla y nación de Barbados. La plaza se encuentra a lo largo de la calle Upper Broad y está en la orilla norte del Careenage ("río de la Constitución"), que se encuentra directamente en el centro de Bridgetown.
Un elemento característico de la plaza por el oeste incluye una estatua de bronce del héroe naval británico el Almirante Lord Nelson que mira a la plaza. La estatua en Bridgetown se inauguró el 2 de marzo de 1813.
El nombre actual de la plaza de los Héroes Nacionales fue adoptado el 22 de abril de 1999 y se asumió oficialmente el 28 de abril de 1999.